# Vojkovići (Tomislavgrad)
Pour les articles homonymes, voir Vojkovići.
Vojkovići (en cyrillique : Војковићи) est un village de Bosnie-Herzégovine. Il est situé dans la municipalité de Tomislavgrad, dans le canton 10 et dans la fédération de Bosnie-et-Herzégovine. Selon les premiers résultats du recensement bosnien de 2013, il compte 290 habitants.

## Démographie

### Évolution historique de la population dans la localité
| 1948 | 1953 | 1961 | 1971 | 1981 | 1991 | 2013 |
| ---- | ---- | ---- | ---- | ---- | ---- | ---- |
| -    | -    | 523  | 407  | 332  | 337  | 290  |

|  |

### Répartition de la population par nationalités (1991)
En 1991, les 337 habitants du village étaient tous croates.